# ハンス・ロスリング

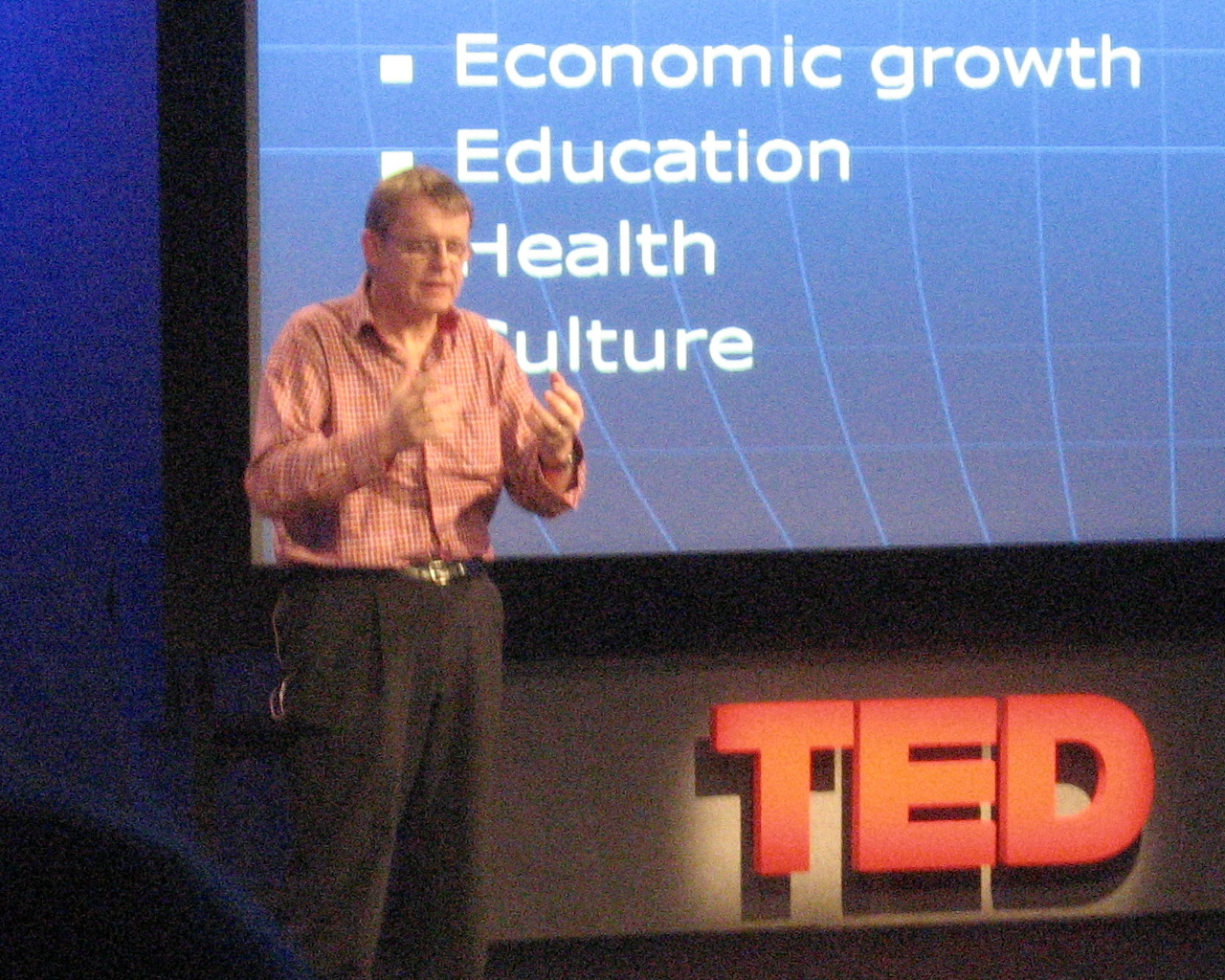
TEDでプレゼンテーションをするハンス・ロスリング

ハンス・ロスリング（Hans Rosling, 1948年7月27日 - 2017年2月7日）は、スウェーデン・ウプサラ市出身の医師、公衆衛生学者。カロリンスカ研究所の国際保健学の教授および、スウェーデン・ストックホルムに拠点を置くギャップマインダー財団のディレクターを務めた。世界的ベストセラーとなっている『ファクトフルネス』の著者。

## 詳細

### 経歴
1967年から1974年、ウプサラ大学で統計学と医学を学び、1972年、インド・バンガロールのセント・ジョン医科大学で公衆衛生学を学んだ。医師免許を取得後、1976年から1979年の間、モザンビーク北部のナカラで医師として働いた。
1981年8月21日、これまで広く知られていなかった麻痺を来たす疾患のアウトブレイクを発見し、その後行った調査によって、1986年、ウプサラ大学から博士号を授与された。その後、20年間をアフリカの僻地におけるこの疾患のアウトブレイクの研究に費やし、10名の博士課程の学生を指導した。ロスリングの研究グループは、この新しい疾患が最初に報告された際（1938年）、発症した集団の病気の呼称にちなんで「コンゾ」(英：Konzo、「縛られた足」の意)と命名した。彼は、コンゾのアウトブレイクは飢餓にさらされている充分に処理されていないキャッサバを主食としているアフリカの地方の人口集団で起こっており、栄養不良とシアン化物の高濃度摂取がその原因であると結論付けている。
ロスリングは、その他、アフリカ、アジア、ラテンアメリカ地域における経済開発、農業、貧困、健康の間にみられる関係性に焦点をあてた研究も行っている。WHO、ユニセフ、その他の援助機関で保健アドバイザーを務めたこともある。1993年、スウェーデンにおける国境なき医師団を共同で設立し、2005年からスウェーデン王立科学アカデミーの国際グループのメンバーの一人として活躍している。また2001年から2007年までは、カロリンスカ研究所の国際保健部門(IHCAR)部長を務め、カロリンスカ国際研究・トレーニング委員会の委員長(1998年-2004年)として、アジア、アフリカ、中東、ラテンアメリカの大学との共同研究をスタートさせた。グローバル・ヘルスに関する新たなコースを開始するとともに、グローバル・ヘルスの教科書を共同執筆し、「事実に基づいた世界観(fact-based world view)」の考え方を促進している。
2017年2月7日、すい臓がんのため死去。68歳没。晩年に執筆していた『ファクトフルネス』は、死後の2018年に刊行された（日本では2019年に刊行されている）。

### ギャップマインダー財団
彼は、息子であるオーラ・ロスリング、その妻のアンナ・ロスリングとともにギャップマインダー財団(英：Gapminder Foundation)を設立した。ギャップマインダー財団は、自由にアクセスできる公共統計の利用と理解を高めることにより”事実に基づいた世界観”を促進することを目的として、国際統計を動的でインタラクティブで楽しめるグラフィックに変換するソフトウェア”Trendalyzer”を開発した。彼は、2006年、2007年と、カリフォルニア州モントレーで開催されたTEDカンファレンスにおいて、Trendalyzerのグラフィックを用いて世界の開発を視覚化するトークを行い、ユーモラスだが極めて真剣であるとして賞を受賞している。この際使用されたインタラクティブアニメーションは、財団のウェブサイトから自由に利用できる。
2007年3月、米グーグルは、Trendalyzerをスケールアップし、一般の統計においても自由に利用できるようにするという目的で買収を行った。Trendalyzerは、現在、英：Google Visualization APIとして一般に配布されており、また、Googleドキュメントのスプレッドシートで「モーショングラフ」ガジェットとして容易に利用することができる。
ロスリングは、また剣飲み達人(英：sword swallower)でもある。(TED2007のロスリングのトークの最後の数分を参照)。

## 業績
- Lindstrand A, Bergtröm S, Rosling H, Rubensson B, Stenson B, Tylleskär T (2006). GLOBAL HEALTH an introductory textbook Lund: Studentlitteratur ISBN 978-91-44-02198-0

- Onabolu AO, Oluwole OS, Bokanga M, Rosling H (2001). Ecological variation of intake of cassava food and dietary cyanide load in Nigerian communities. Public Health Nutrition. 4(4): 871-6

- Oluwole OS, Onabolu AO, Link H, Rosling H (2000). Persistence of tropical ataxic neuropathy in a Nigerian community. Journal of Neurology, Neurosurgery & Psychiatry. 69(1): 96-101

## 受賞歴
- 瑞：Årets folkbildare 2006年
- 瑞：Kunskapspriset 2007年
- 瑞：Svenska Läkaresällskapets jubileumspris 2007年

## 著作
- Thorson, A.; Ragnarsson, A.; Rosling, H.; Ekström, A. (2010). “Male circumcision reduces HIV transmission. The risk of transmission from woman to man is halved”. Läkartidningen 107 (46):  2881–2883. PMID 21197783.
- Hanson, S.; Thorson, A.; Rosling, H.; Örtendahl, C.; Hanson, C.; Killewo, J.; Ekström, A. M. (2009). Husereau, Don. ed. “Estimating the Capacity for ART Provision in Tanzania with the Use of Data on Staff Productivity and Patient Losses”. PLOS ONE 4 (4):  e5294. Bibcode: 2009PLoSO...4.5294H. doi:10.1371/journal.pone.0005294. PMC 2667213. PMID 19381270.
- Von Schreeb, J.; Riddez, L.; Samnegård, H.; Rosling, H. (2008). “Foreign field hospitals in the recent sudden-onset disasters in Iran, Haiti, Indonesia, and Pakistan”. Prehospital and Disaster Medicine 23 (2):  144–151; discussion 151–3. doi:10.1017/S1049023X00005768. PMID 18557294.
- Schell, C. O.; Reilly, M.; Rosling, H.; Peterson, S.; Ekström, A. M. (2007). “Socioeconomic determinants of infant mortality: A worldwide study of 152 low-, middle-, and high-income countries”. Scandinavian Journal of Public Health 35 (3):  288–297. doi:10.1080/14034940600979171. PMID 17530551.
- Von Schreeb, J.; Rosling, H.; Garfield, R. (2007). “Mortality in Iraq”. The Lancet 369 (9556):  101; author reply 103–4. doi:10.1016/S0140-6736(07)60058-0. PMID 17223462.
- Elrayah, H.; Eltom, M.; Bedri, A.; Belal, A.; Rosling, H.; Ostenson, C. (2005). “Economic burden on families of childhood type 1 diabetes in urban Sudan”. Diabetes Research and Clinical Practice 70 (2):  159–165. doi:10.1016/j.diabres.2005.03.034. PMID 15919129.
- Thanh, H. T. T.; Jiang, G. X.; Van, T. N.; Minh, D. P. T.; Rosling, H.; Wasserman, D. (2005). “Attempted suicide in Hanoi, Vietnam”. Social Psychiatry and Psychiatric Epidemiology 40 (1):  64–71. doi:10.1007/s00127-005-0849-6. PMID 15624077.
- Rosling, H. (2004). “New map of world health is needed. North and South is changed to healthy and ill and West to rich and poor”. Läkartidningen 101 (3):  198–201. PMID 14763091.
- Rosling, H.; Rosling, O.; Rosling Rönnlund, A. (2018). Factfulness: Ten Reasons We're Wrong About the World--and Why Things Are Better Than You Think. Flatiron Books. pp. 288. ISBN 9781250123817
  - Hans Rosling; Ola Rosling; Anna Rosling Rönnlund 著、上杉周作、関美和 訳『FACTFULNESS』日経BP、2019年。ISBN 978-4-8222-8960-7。OCLC 1082184656。
- Rosling, H.; Härgestam, F. (2020). How I Learned to Understand the World: A Memoir. Flatiron Books. p. 256. ISBN 9781250266897
  - Hans Rosling 著、枇谷玲子 訳『私はこうして世界を理解できるようになった』Fanny Härgestam、青土社、2019年。ISBN 978-4-7917-7217-9。OCLC 1126674087。